# Аллея Славы (Дигора)
Аллéя Слáвы — мемориальный комплекс, расположенный в городе Дигора, Республика Северная Осетия — Алания (Россия). Открыта в 2000 году с целью увековечения памяти выдающихся земляков и уроженцев Дигорского района, проявивших героизм при защите Родины, а также внесших значительный вклад в общественную, спортивную и научную жизнь региона. 

## История создания
Инициатором и одним из непосредственных участников строительства Аллеи Славы стал Солтан Петрович Бердиев, занимавший должность главы администрации Дигорского района в 1996–2003 годах. Мемориальный комплекс был возведён как часть единого архитектурного ансамбля, включающего центральный парк и церковь Рождества Пресвятой Богородицы. Строительство осуществлялось при поддержке районной администрации, а также за счёт личных средств инициатора.
- В 2014 году по инициативе и на средства руководителя республиканского Комитета дорожного хозяйства Георгия Казбековича Казбекова Аллея Славы была реконструирована и обновлена в качестве подарка к 50-летию получения Дигорой статуса города.
- В 2017 году на территории комплекса был установлен монумент Солтану Петровичу Бердиеву в знак признательности за его вклад в создание Аллеи Славы.
- В 2025 году в рамках федерального проекта «Формирование комфортной городской среды» национального проекта «Инфраструктура для жизни» на Аллее Славы проведены работы по благоустройству, включая установку современного уличного освещения.

В настоящее время Аллея Славы в Дигоре служит местом прогулок, памятных мероприятий и символом уважения к памяти выдающихся уроженцев Дигорского района.

## Архитектура и описание комплекса
Аллея Славы начинается с входных ворот с надписью «Аллея Славы», ведущих к мемориальному комплексу. Ворота выполнены в декоративном стиле и украшены металлическими элементами. Центральная часть комплекса представлена мощёной дорожкой, вдоль которой установлены портретные скульптуры и бюсты уроженцев Дигорского района. В центре аллеи расположена мраморная стела, по обеим сторонам — более двадцати бронзовых бюстов. Завершает композицию церковь Рождества Пресвятой Богородицы, рядом с которой размещён памятник Вечному огню, посвящённый погибшим в войнах. Комплекс регулярно благоустраивается к памятным датам, в частности к Дню Победы.

## Увековеченные личности
- Абаев, Ахсарбек Магометович — Герой Советского Союза;
- Билаонов, Павел Семёнович — Герой Советского Союза;
- Бицаев, Сергей Владимирович — Герой Советского Союза;
- Кесаев, Астан Николаевич — Герой Советского Союза;
- Кибизов, Александр Николаевич — Герой Советского Союза;
- Калицов, Солтан Гетогазович (1922–1998) — советский и российский военачальник, генерал-майор инженерно-технической службы;
- Цаголов, Ким Македонович — генерал-майор Вооружённых сил СССР, участник войны в Афганистане и грузино-южноосетинского конфликта;
- Корнаев, Владимир Александрович — советский и российский учёный-правовед, доктор юридических наук, профессор, академик РАЕН и Академии изобретательства;
- Едзаев, Ахсарбек Александрович — полный кавалер ордена Славы;
- Тагаев, Николай Борисович — полный кавалер ордена Славы;
- Тобоев, Заур Захарович — гвардии старший сержант, кавалер ордена Славы I и II степеней;
- Марзоев, Станислав Васильевич — российский военачальник, заместитель командующего 58-й Армии Северо-Кавказского военного округа (1998—2002), полковник.

Сведения о героических личностях и известных уроженцах Дигорского района, увековеченных на Аллее Славы, насчитывают более двадцати имён и могут быть дополнены по мере уточнения данных.

## Исторические фигуры:
- Корнаев, Барег Цаппоевич — один из инициаторов переселения, основатель села Вольно-Христиановское (ныне город Дигора).

## Значение
Аллея Славы является местом памяти и гордости жителей Дигоры за своих земляков, проявивших героизм в военных действиях, а также добившихся значимых результатов в науке, культуре и спорте. Комплекс выполняет образовательную, мемориальную и культурную функции, являясь центром проведения памятных мероприятий и торжеств.